# Carol Decker
Carol Ann Decker, född 10 september 1957 i Liverpool, Merseyside, är en brittisk sångare, känd i rockgruppen T'Pau.

## Diskografi

### Solo
Singlar
- 1995 – "One Heart" (maxi-singel)
- 2007 – "Just Dream"
- 2008 – "Don't Stop Believin'"

### Med T'Pau
Studioalbum
- 1987 – Bridge of Spies
- 1988 – Rage
- 1991 – The Promise
- 1998 – Red
- 2015 – Pleasure & Pain

## Filmografi i urval
- 2000 – Doctors (gästroll)
- 2002 – 9 Dead Gay Guys